# ATLAST

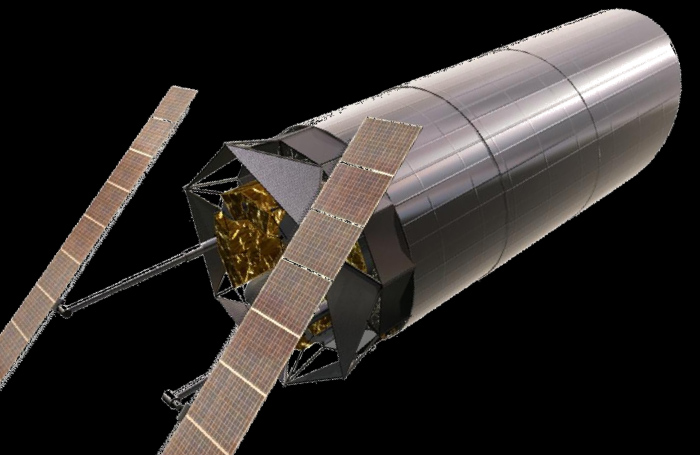
Концепція телескопа з 8-метровим монолітним дзеркалом

Advanced Technology Large-Aperture Space Telescope (ATLAST) — космічний телескоп, призначений для роботи в ультрафіолетовому, видимому і ближньому інфрачервоному діапазоні (110—2400 нм). ATLAST розглядають як флагманську місію NASA в період 2025—2035 рр. Основною метою телескопа є пошук відповіді на питання: чи є де-небудь ще життя в нашій Галактиці. Її наявність буде опосередковано підтверджено у випадку виявлення «біомаркерів» (наприклад, молекулярного кисню, озону, води і метану) в спектрі атмосфери землеподібних екзопланет. Окрім пошуку ознак позаземного життя, телескоп буде також займатись іншими науковими завданнями. Він матиме функціональність, необхідну для вияву законів, за якими формуються зорі, а також дозволить прослідкувати складні взаємодії між темною матерією, галактиками і міжгалактичним середовищем. Через значний стрибок в можливостях спостережень, які надасть ATLAST, різноманітність або напрямок його досліджень не може бути зараз передбачено, так само як творці телескопа Ґаббл не передбачали його роль в характеристиці атмосфер екзопланет-гігантів або вимірювання прискорення космічного розширення, використовуючи наднові.